# スー郡 (アイオワ州)
スー郡（英: Sioux County）は、アメリカ合衆国アイオワ州の北西部に位置する郡である。2010年国勢調査での人口は33,704人であり、2000年の31,589人から6.7％増加した。人口では州内で第7位の郡である。郡庁所在地はオレンジシティ市（人口6,004人）であり、同郡で人口最大の都市はスーセンター市（人口7,048人）である。スー郡は1851年に設立され、郡名はスー族インディアンに因んで名付けられた。

## 歴史
スー郡は1851年1月15日に設立され、1860年1月20日から自治を続けている。郡名は元この地域に住んでいたスー族インディアンに因んで名付けられた。
初代の郡庁所在地は1860年に指定されたカリオペであり、当時人口15人の小さな村だった。現在はハワーデン市の一部になっている。初代郡庁舎は1860年に建てられ、1872年まで使われた。1869年に主にオランダから大勢の移民が到来した。1872年、オレンジシティが郡庁所在地になった。1902年6月、W・W・ビーチが設計した新しい郡庁舎の建設が始まった。赤砂岩の建物は1904年に完工し、現在も使われている。1976年から1982年まで全体の改修が行われ、1977年にはアメリカ合衆国国家歴史登録財に指定された。

## 地理
アメリカ合衆国国勢調査局に拠れば、郡域全面積は768.58平方マイル (1,990.6 km2)であり、このうち陸地767.88平方マイル (1,988.8 km2)、水域は0.70平方マイル (1.8 km2)で水域率は0.09％である。
スー郡西部には南西に向かってロック川とビッグスー川が流れている。東部は南東に向かってフロイド川が流れている。

### 主要高規格道路
- アメリカ国道18号線
- アメリカ国道75号線
- アイオワ州道10号線
- アイオワ州道12号線
- アイオワ州道60号線

### 隣接する郡
- ライアン郡 - 北
- オブライエン郡 - 東
- プリマス郡 - 南
- ユニオン郡 (サウスダコタ州) - 南西
- リンカーン郡 (サウスダコタ州) - 北西

## 人口動態

### 2010年国勢調査
以下は2010年国勢調査による人口統計データである。
基礎データ
- 人口: 33,704人
- 人口密度: 17人/km2（44人/mi2）
- 住居数: 12,279軒
- 使用住居: 11,584軒[6]

### 2000年国勢調査

2000人口ピラミッド

以下は2000年国勢調査による人口統計データである。
| 基礎データ - 人口: 31,589人 - 世帯数: 10,693 世帯 - 家族数: 8,062 家族 - 人口密度: 16人/km2（41人/mi2） - 住居数: 11,260軒 - 住居密度: 6軒/km2（15軒/mi2） 人種別人口構成 - 白人: 97.33% - アフリカン・アメリカン: 0.20% - ネイティブ・アメリカン: 0.13% - アジア人: 0.59% - 太平洋諸島系: 0.01% - その他の人種: 1.20% - 混血: 0.53% - ヒスパニック・ラテン系: 2.56% 年齢別人口構成 - 18歳未満: 27.1% - 18-24歳: 15.2% - 25-44歳: 23.5% - 45-64歳: 19.1% - 65歳以上: 15.0% - 年齢の中央値: 33歳 - 性比（女性100人あたり男性の人口） - 総人口: 96.3 - 18歳以上: 93.5 | 世帯と家族（対世帯数） - 18歳未満の子供がいる: 36.8% - 結婚・同居している夫婦: 69.4% - 未婚・離婚・死別女性が世帯主: 4.2% - 非家族世帯: 24.6% - 単身世帯: 22.2% - 65歳以上の老人1人暮らし: 11.4% - 平均構成人数 - 世帯: 2.71人 - 家族: 3.19人 収入と家計 - 収入の中央値 - 世帯: 40,536米ドル - 家族: 45,846米ドル - 性別 - 男性: 31,548米ドル - 女性: 19,963米ドル - 人口1人あたり収入: 16,532米ドル - 貧困線以下 - 対人口: 6.4% - 対家族数: 4.6% - 18歳未満: 7.9% - 65歳以上: 6.8% |

一時期離婚が比較的ありふれた話になっていた。1980年郡内の結婚した人52人に1人が離婚していた。この数字は1930年代以降のアメリカ合衆国には無かったものだった。2011年時点では14人に1人に変化していた。

### 宗教
2011年時点で、郡民の80％はオランダからの移民の子孫だった。よって郡民の80％が主要宗教会派に属しており、全米平均の36％に比べてかなり高い数字だった。

## 高等教育
スー郡には教養系カレッジが4校ある。オレンジシティ市にあるノースウェスタン・カレッジとスーセンター市にあるドート・カレッジは学生数1,000人以上である。ノースウェスト・アイオワ・コミュニティカレッジも郡内にあるが、オブライエン郡のシェルドン市との関わりが深い。

## 政治
スー郡は昔から大統領選挙では共和党候補を支持してきた。民主党候補がスー郡を制したのは1936年のフランクリン・ルーズベルトが最後になっている。アイオワ州で最も共和党寄りの郡だと考えられている。1992年の大統領選挙ではジョージ・H・W・ブッシュに70％以上の支持を与えたことでは、国内2郡しかないうちの1つだった。それ以降4回の大統領選挙でも、共和党候補が75％以上の支持を得てきた。アメリカ合衆国下院議員選挙ではアイオワ州第5選挙区に属しており、そのクック投票動向指数は共和党+9であり、共和党議員を送り出している。

## 都市と町
| - スーセンター - オレンジシティ - 郡庁所在地 - アルトン - ボイデン - チャッツワース - グランビル - ハワーデン | - ホスパーズ - ハル - アイアトン - マットロック - モーリス - ロックバレー - シェルドン |

## 著名な出身者
- ニック・コリソン, NBAバスケットボール選手